# Tribnik
Tribnik je priimek več znanih Slovencev:
- Drago Tribnik (1912—2009), pravnik, prof.
- Gregor Tribnik (1831—1876), šolnik in skladatelj
- Karel Tribnik (1846—1918), duhovnik in glasbenik
- Karel Tribnik (1884—1958), klasični filolog, gimn. prof.